# 基多天文台
基多天文台（西班牙語：Observatorio Astronómico de Quito – OAQ）是位於厄瓜多爾首都基多的一座天文台，成立於1873年，是南美洲最古老的天文台之一。基多天文台是厄瓜多爾的國家天文台，位於基多歷史中心赤道以南12分鐘路程處。
內有博物館，配備了由雅各布·梅爾茲建造的赤道儀，1875年建造的24厘米的折射望遠鏡和各種測量儀器。

## 外部連結
- 官方网站